# Louise (opera)
Louise è un'opera in quattro atti di Gustave Charpentier. Il libretto è stato scritto dallo stesso Charpentier insieme a Saint-Pol-Roux, poeta simbolista e ispiratore dei surrealisti.

## Allestimenti
La prima assoluta è stata il 2 febbraio 1900 all'Opéra-Comique di Parigi diretta da André Messager.
Al Teatro Lirico di Milano la prima è stata il 14 aprile 1901.
Al Wiener Staatsoper va in scena il 24 marzo 1903 diretta da Gustav Mahler e fino al 1904 ha avuto 23 recite.
Al Gran Teatre del Liceu di Barcellona va in scena il 3 aprile 1904.
Al Manhattan Center di New York la première è stata nel 1908.
Alla Royal Opera House, Covent Garden di Londra la première è stata il 18 giugno 1909.
Al Metropolitan Opera House di New York la première è stata il 15 gennaio 1921 diretta da Albert Wolff con Geraldine Farrar e Flora Perini e fino al 1949 ha avuto 52 recite.
Al Teatro La Fenice di Venezia la prima è stata il 3 febbraio 1923 nella traduzione di Amintore Galli.
Al Teatro Comunale di Bologna la prima è stata il 16 novembre 1924 diretta da Antonio Guarnieri con Carmen Melis, Elvira Casazza ed Ezio Pinza.
Al Teatro Verdi (Trieste) va in scena nel 1947 e nel 1977 diretta da Bruno Bartoletti con Adriana Maliponte e Giorgio Merighi.
Al Teatro alla Scala di Milano Luisa va in scena nel 1957 diretta da André Cluytens con Nicola Rossi-Lemeni e Fiorenza Cossotto.
All'Opéra National de Paris la prima è stata nel 2007 diretta da Sylvain Cambreling con José van Dam.
Charpentier scrisse anche un seguito, l'opera Julien.

## Adattamenti
Louise è stata trasposta in una versione cinematografica (ridotta), con lo stesso titolo. Realizzato nel 1939 sotto la supervisione dello stesso compositore, il film è stato diretto da Abel Gance, mentre la protagonista Louise era interpretata da Grace Moore.

## Discografia parziale
- Louise - Georges Prêtre/Ileana Cotrubaș/Plácido Domingo/Jane Berbié/New Philharmonia Orchestra, 1976 CBS/Sony
- Louise - Julius Rudel/Beverly Sills/Nicolai Gedda/José van Dam/Mignon Dunn/Coro e Orchestra Opéra national de Paris, 1977 EMI
- Louise - Felicity Lott/Jérôme Pruett/Rita Gorr/Ernest Blanc/Sylvain Cambreling/Coro e Orchestra La Monnaie/De Munt, 1983 Warner/Erato